# 고립로핵

인간의 뇌간에서 고립핵(nucleus solitarius, solitary nucleus, SN, 孤立核) 또는 고립로핵(孤立路核,nucleus of the solitary tract, nucleus tractus solitarius ,NTS)은 연수(medulla oblongata) 수질에 내장된 회백질의 수직의 뉴런다발줄기를 형성하는 순수 감각핵이다. SN의 중심을 통해 SN을 자극하는 안면, 구인두 및 미주 신경의 섬유를 포함한 신경 섬유의 흰색 묶음인 고립로 정보 입력을 실행한다. SN은 다른 지역들 중에서도 망상 형성, 부교감 신경절전신경세포, 시상하부 및 시상을 계획하여 자율 조절에 기여하는 회로를 형성한다. SN의 길이에 따른 셀(세포은 기능에 따라 대략적으로 배열된다고 알려져있다. 예를 들어, 맛에 관여하는 세포는 후뇌 윗부분 부분에 위치하고 심장 호흡기 및 위장 과정에서 정보를 입력받는 세포는 후뇌 아랫 부분에서 발견된다.

## 같이 보기
- 기댐핵
- 전전두엽피질
- 추체로